# Expérience de Fizeau
On désigne sous le nom d'expérience de Fizeau l'une des trois expériences mémorables  destinées à mesurer la vitesse de la lumière. Sans autre précision, elle désigne la première, effectuée en 1849 par le physicien français Hippolyte Fizeau, et qui donne la première mesure terrestre de la vitesse de la lumière. Il utilise pour cela son appareil, appelé l'appareil de Fizeau et la méthode dite de la roue dentée.

## Principe

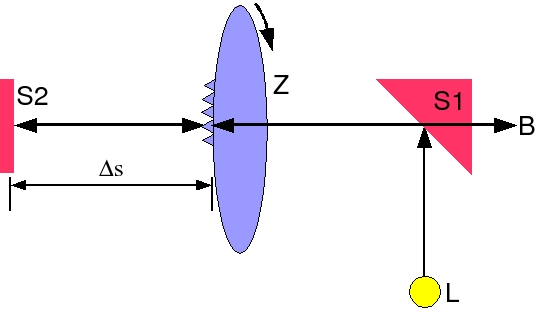
Schéma de l'expérience de Fizeau. L est la lumière, S1 le 1er miroir, Z la roue dentée, S2 le 2e miroir et B l'observateur.

Le principe de l'expérience est le suivant : la roue dentée Z ("Zahnrad" en allemand) est mise en rotation, la source lumineuse L ("Licht") est réfléchie par un premier miroir semi-transparent S1 (Spiegel 1), franchit une échancrure de la roue, parcourt la distance d (Δs sur le schéma), se réfléchit sur un miroir lointain S2, parcourt à nouveau la distance d, et arrive à nouveau sur la roue dentée. Mais celle-ci, entre-temps, a légèrement tourné : la lumière réfléchie peut tomber sur une dent et donc être bloquée, ou passer par une échancrure suivante. En mesurant le temps t qu'il a fallu à la roue pour devenir bloquante, à partir de sa vitesse de rotation (mesurée par l'appareil), et de la distance parcourue (également connue : 2d), on calcule la vitesse de la lumière c :  
{\displaystyle c=2d/t}

## Description
Fizeau réalise son expérience en 1849, entre Montmartre et le clocheton de la maison de villégiature de son père à Suresnes, sur le bas des coteaux du mont Valérien, ces deux points étant distants d'exactement 8 633 m,.
La lumière de la lampe passe dans la première lunette et se réfléchit sur un miroir semi-transparent incliné à 45°. Elle passe alors à travers la roue dentée, par une des échancrures, puis part dans l'axe de la seconde lunette située à 8 633 m de là, sur la butte Montmartre. Cette 2e lunette est munie d’un miroir lui permettant de renvoyer la lumière   là d'où elle vient, à Suresnes. La lumière est alors récupérée par la première lunette, passe à nouveau à travers la roue dentée, par une des échancrures, traverse le miroir semi-transparent, puis est observée par Fizeau au moyen d'une lunette.
Lorsque l'on tourne très lentement la roue, tout en regardant dans l'oculaire, on observe l'éclat de la lumière qui apparaît et disparaît en alternance, les dents de la roue en rotation faisant obstacle au passage du faisceau lumineux. Lorsque l'on accélère la roue, l'alternance entre les périodes lumineuses et obscures s'accélère, et le clignotement disparaît pour ne laisser qu'une tache lumineuse continue, la rémanence de la lumière sur la rétine ne permettant plus de distinguer les phases où la lumière ne passe plus.
Si on accélère encore la roue, et que l'on dépasse les 12 tours par seconde, il arrive un instant, à 12,6 tours par seconde exactement, où le temps que la lumière met pour parcourir la distance Suresnes-Montmartre-Suresnes (soit un peu plus de 17 km) correspond à la durée exacte de passage dans le faisceau lumineux d’une échancrure de la roue à la dent qui la suit. Ainsi, la lumière qui traverse la roue à l’aller par une échancrure, est bloquée à son retour par la dent suivante. Le faisceau est donc occulté et ne parvient plus à l'observateur.
Fizeau peut déterminer, grâce à des compteurs, la vitesse de rotation de la roue qui permet à la lumière de traverser une première fois la roue mais d'être occultée à son retour.
En reliant la vitesse de rotation de la roue aux distances parcourues par la lumière, Fizeau peut déterminer le temps que met la lumière à parcourir le trajet. Connaissant ce temps, il peut calculer la vitesse de la lumière, en divisant la distance par le temps.
Il accumula le résultat de 28 observations et obtint une moyenne de « 70 948 lieues de 25 au degré », soit 315 300 kilomètres par seconde. Ce qui ne représente que 5 % d'erreur, la vitesse étant d'un peu moins de 300 000 km/s.
La difficulté principale de l’expérience est de mesurer le plus précisément possible la vitesse de rotation de la roue dentée. Cette mesure était réalisée grâce à des compteurs installés sur les engrenages d’entraînement de la roue.

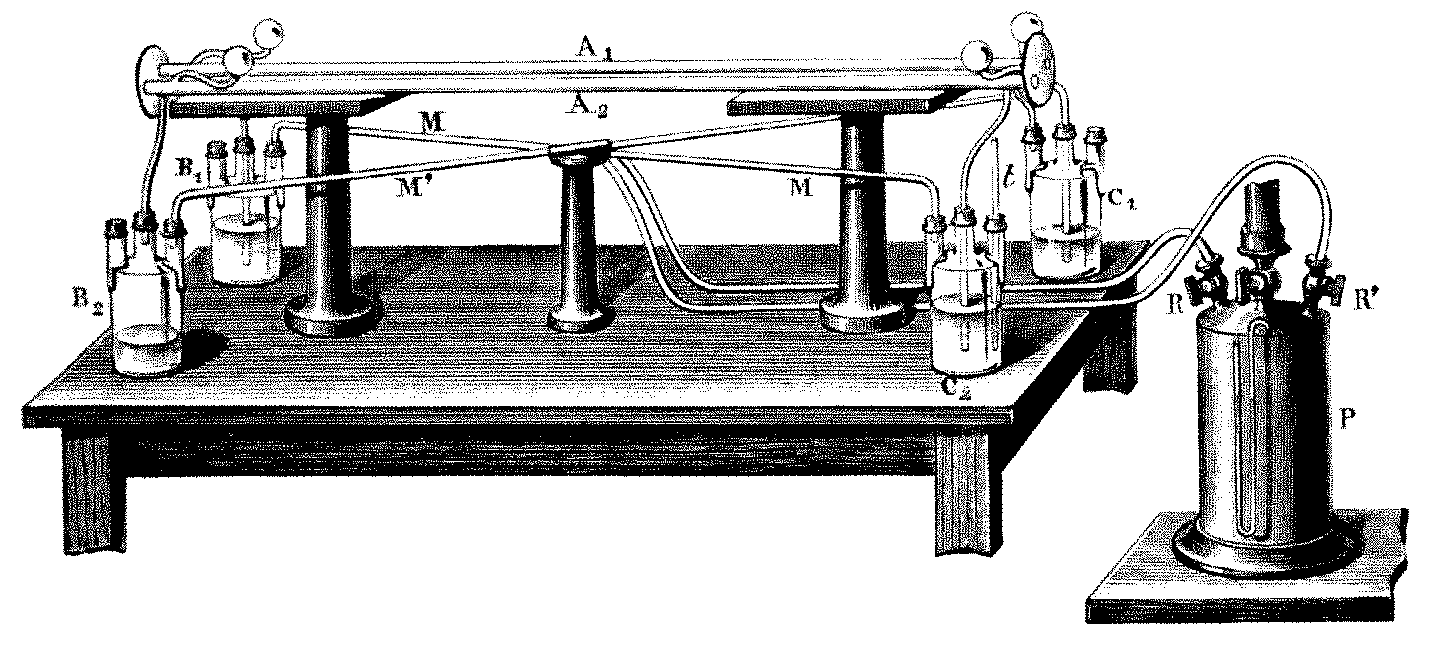
Schéma de l'appareil qu'a utilisé Fizeau pour mesurer la vitesse de la lumière dans l'eau.

En 1850, Fizeau et Foucault reprennent l'expérience dans l'eau. L'année suivante, Foucault mesure la célérité c' de la lumière dans de l'eau en translation à la vitesse u et trouve 
{\displaystyle c'={\frac {c}{n}}+u(1-{\frac {1}{n^{2}}})}
où n est l'indice de réfraction de l'eau. La relativité restreinte donnera en 1905 une explication complète de ce résultat.

## Calculs
c = 2d/t,     (équation 1)
où t est le temps d'aller et retour de la lumière pour parcourir l'aller-retour sur la distance d à la vitesse inconnue c.
La roue dentée possède 720 dents et 720 creux de même taille, soit 1440 secteurs angulaires identiques. Lorsque le dispositif bloque la lumière qui revient, c'est que la roue a avancé d'un secteur (passant ainsi d'un creux à la dent suivante) pendant le temps de trajet, soit 1/1440 de tour.
Pour une fréquence de rotation f, en tours par seconde, il faut 1/f secondes par tour, et le temps t' passé pour avancer de 1/1440 de tour est 
t' = (1/1440) × (1/f) = 1/1440f   (équation 2)
Si on observe que t = t', et sachant que d = 8633 et la vitesse de rotation de 12,6 tours par seconde, alors la vitesse c est 
c = 2d/t' = 2d × 1440f = 2 × 8633 × 1440 × 12,6
  = 313 000 km/s (à comparer à la valeur exacte de c = 299 792 458 m/s).
La précision de la mesure est fonction de celle de la précision de la vitesse de rotation, ainsi que de la détermination précise du blocage de la lumière. Toutes choses égales par ailleurs, la vitesse de rotation de la roue dentée donnant la valeur exacte de c est d'environ 12,06 rotations par seconde.

## Expérience de1851
L'expérience de Fizeau de 1851, est une expérience d'interférométrie réalisée en 1851 par Hippolyte Fizeau (1819-1896) afin de mesurer la vitesse de propagation de la lumière dans un milieu transparent en mouvement, et de tester ainsi l'hypothèse de l'entraînement partiel de l'éther, proposée par Augustin Fresnel (1788-1827).